# 公館 (宜蘭縣)
公館，是台灣宜蘭縣壯圍鄉的一個傳統地域名稱，位於該鄉東部偏南。相較於今日行政區，其範圍大致包括復興村、過嶺村南半部。

## 歷史
台灣清治末期，公館地區為一街庄，稱為「公館庄」，隸屬於民壯圍堡。該庄東臨太平洋，南邊東段與廍後庄為鄰，南邊西段及西邊南段隔宜蘭河分別與新興庄、壯五庄為界，西邊北段為壯六庄，北邊為十三股庄、過嶺庄。
1901年（日治明治三十四年）11月，廢縣廳改設二十廳，該庄隸屬於宜蘭廳，編入第十六區。1905年（明治三十八年）7月，該區改名「民壯圍區」。1909年（明治四十二年）10月，合併二十廳為十二廳，該庄仍隸屬於宜蘭廳。1920年（大正九年），廢十二廳改設五州二廳，該庄改制為「公館」大字，隸屬於臺北州宜蘭郡壯圍庄，大字下有「公館」、「番社」、「後埤」小字名。
戰後壯圍庄改制為壯圍鄉，隸屬於臺北縣，大字亦改制為村。1950年10月，北、基、宜分治，壯圍鄉改隸屬於宜蘭縣。

## 聚落
本地區發展較早的聚落為后埤、公館、番社等，在日治期初期的官方地圖上已有記載。

## 交通
省道台2線是台灣濱海公路系統之一，其中基隆至蘇澳路段又稱為「北部濱海公路」，大致以縱向經過過嶺地區。由該道路向北可前往頭城、貢寮、瑞芳等地，向南可前往五結、蘇澳等地。
省道台7線（紅葉路）俗稱「北部橫貫公路」，是桃園大溪至壯圍的幹道，其東側端點位於本地區南部省道台2線路口。由此向西過宜蘭河出境後轉西北，可前往宜蘭、員山、大同、復興、大溪等地。
鄉道宜7線是竹安至新南的道路，大致以北向南由本地區西北部入境，至省道台7線轉向西與其共線並離境。由該道路向北可前往壯六東部、十三股、古亭笨東部、新發、車路頭東南部、塭底、大塭東南端並止於鄉道宜4線路口，向西與省道台7線共線過壯圍大橋後轉東南堤防道路獨行，再轉南南西可前往新興與美福交界、南興並止於鄉道宜16線路口。
鄉道宜12線（壯六路）是慈安至後埤的道路，其東側端點位於本地區中部偏北的省道台2線路口。由此向西轉西北西出境後，可前往壯六、七張、壯一北部並止於省道台7線路口。

## 學校
- 公館國小